# Villa rustica 1 (Schambach)

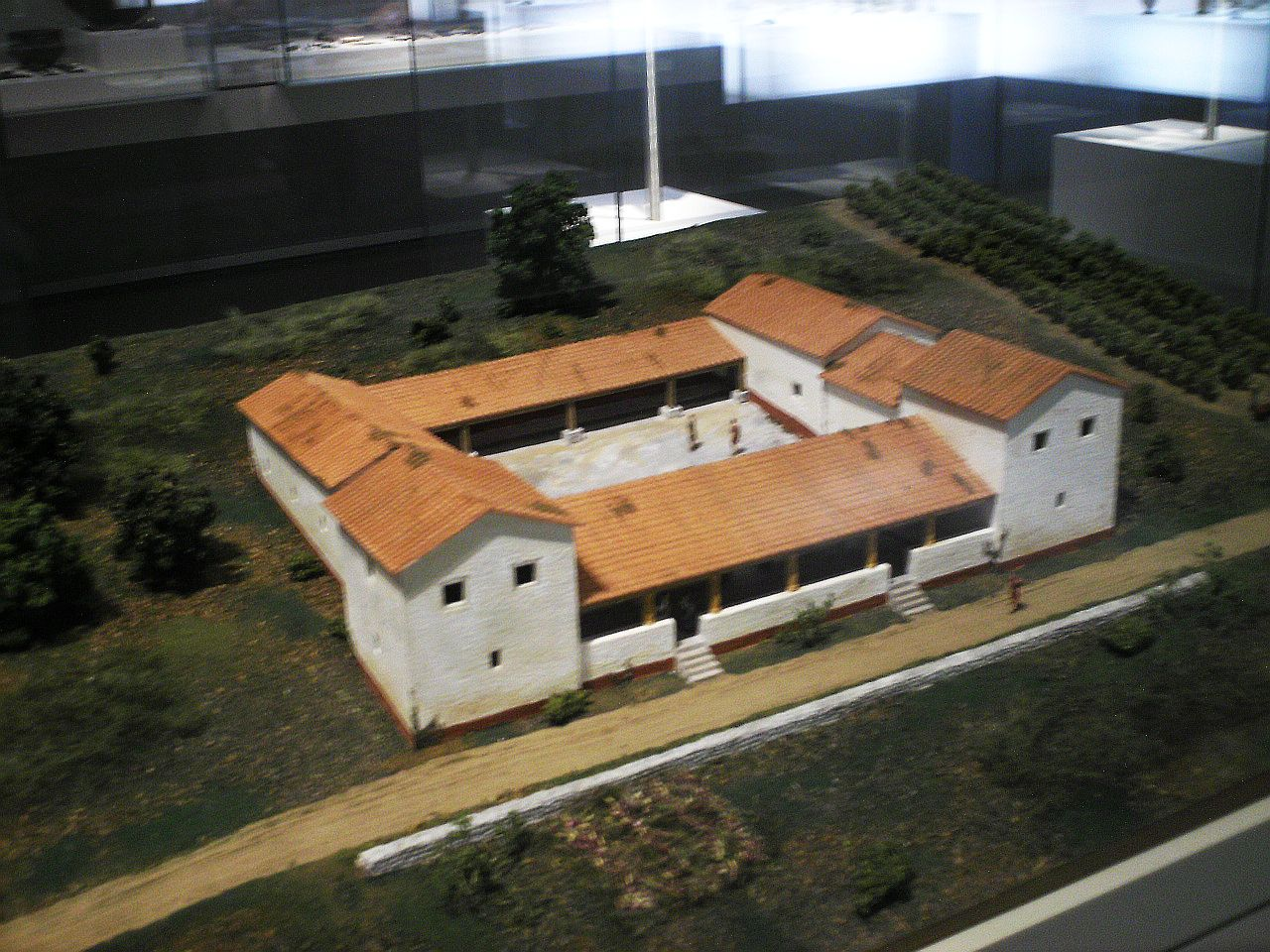
Rekonstruktionsmodell der Villa rustica am Weinbergshof

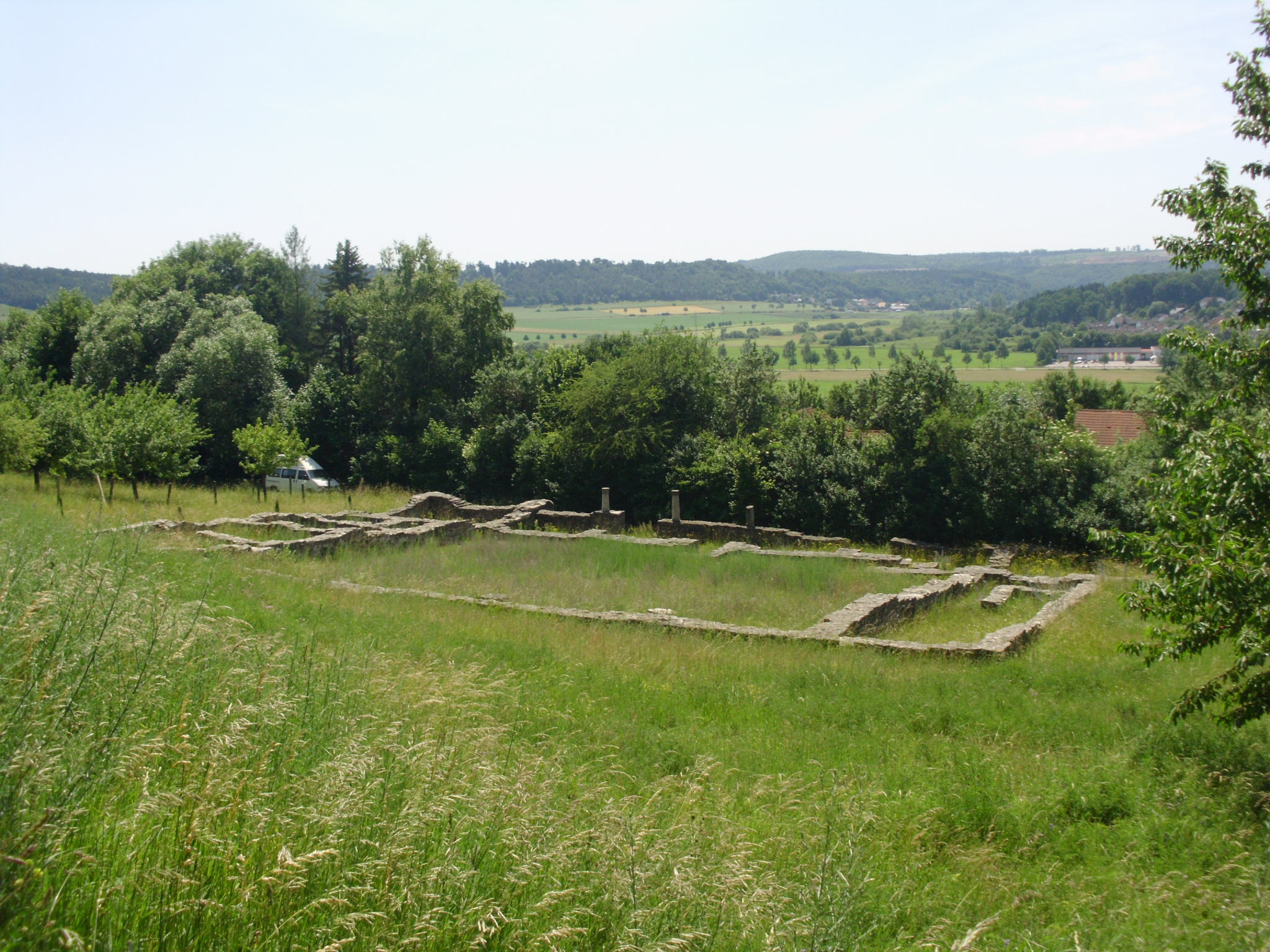
Der als Bodendenkmal restaurierte Grundriss des Hauptgebäudes der Villa rustica

Die Villa rustica auf der Gemarkung von Schambach, einem Gemeindeteil von Treuchtlingen im mittelfränkischen Landkreis Weißenburg-Gunzenhausen in Bayern, liegt am nordöstlichen Ortsrand von Weinbergshof und circa 2050 Meter westlich der Kirche St. Willibald von Schambach. Die Villa rustica ist ein geschütztes Bodendenkmal (Fundst.-Nr. D-5-7031-0117).
Der Standort der Villa war seit langem durch Lesefunde römischer Keramik bekannt. Er wurde aber erst im Jahr 1982 luftbildarchäologisch erfasst, wobei ein Hauptgebäude, drei Nebengebäude sowie ein kleines Badegebäude festgestellt wurden. Wegen Flurbereinigungsarbeiten wurden 1983/84 Untersuchungen des Hauptgebäudes notwendig: Zwischen zwei turmartigen Eckbauten bildete eine Säulenhalle die Schauseite des Gebäudes zum Tal hin. Die circa 35 × 25 Meter große Anlage besaß ihre Wohn- und Wirtschaftsräume jeweils an den Schmalseiten. An der Rückfront befand sich ein überdachter Säulengang. Der Innenhof besaß teilweise einen Estrichboden.